# Beleg van Atrecht (1640)
Het Beleg van Atrecht vond plaats tussen 13 juni en 9 augustus 1640 tijdens de Dertigjarige Oorlog. Een geallieerd leger van Franse en Noord-Nederlandse soldaten belegerde de stad Arras (Atrecht) in de Spaanse Nederlanden. Het beleg resulteerde in een overwinning voor het Frans-Nederlandse leger.

## Aanloop
Nadat de poging om het Spaans-Zuid-Nederlandse leger te verslaan in 1635 door middel van een veldtocht in de Spaanse Nederlanden tot niets had geleid, waagden Frankrijk en de Republiek in 1640 een nieuw offensief. Maarschalk Gaspard III de Coligny trok met een Frans leger Artesië binnen waar ze de stad Hesdin als uitvalsbasis hadden. Tegelijkertijd trok stadhouder Frederik Hendrik van Oranje met een Staats leger op naar Brugge. Charles de La Porte voerde een ander Frans leger bij de Maas aan, maar dit werd daar door de 'Spanjaarden' verslagen waarop hij ook richting Artesië trok. Op 13 juni sloegen de aanvallers hun kampen op voor de muren van Atrecht en begonnen ze met de belegering. Het garnizoen dat de stad verdedigde stond onder leiding van de Ierse overste Owen O'Neill.

## Beleg
Toen Gaspard III de Coligny zich bij het belegerende leger voegde telde de totale belegeringsmacht 32.000 soldaten. Door het grote leger voor de poorten van Atrecht besloot de Habsburgse legerleiding een tegenaanval uit te voeren. Ferdinand van Oostenrijk en  verzamelden een ontzettingsleger van 30.000 om de stad te hulp te komen. Dit leger sloeg zijn kamp op bij Mont-Saint-Éloi maar in plaats van in de aanval te gaan werd er besloten om de aanvoerlijnen af te snijden.
Het afsnijden van de aanvoerlijnen zorgde voor een tekort aan voorraden van de belegeraars en kardinaal de Richelieu, die in Amiens zat, organiseerde een konvooi van munitie en voedsel voor het belegerende leger. Hij liet dit vergezellen van een Frans leger met 18.000 soldaten. Een deel van het belegeringsleger trok weg om het konvooi te ondersteunen. Hierop lanceerde de Zuid-Nederlandse verdediging een aanval op het resterende leger voor de muren. Aanvankelijk waren zij in het voordeel tegen de uitgehongerde belegeraars maar het weggetrokken leger keerde terug en besliste de slag in het voordeel van de Fransen.
Na de overwinning op het ontzettingsleger kon het beleg worden voortgezet en uiteindelijk capituleerde Atrecht op 9 augustus.

## Nasleep
De verovering van Atrecht was van groot belang voor de voortzetting van de Dertigjarige Oorlog in de regio. In de lente en zomer van 1641 vervolgden de Fransen dit succes met de verovering van diverse vestingen waardoor ze geleidelijk heel Artesië onderwierpen.

## Literaire invloed
Het beleg van Arras vormde het decor van het vierde bedrijf van het toneelstuk Cyrano de Bergerac uit 1641 van Edmond Rostand.